# Щудро Анатолій Антонович
Анатолій Антонович Щудро (12 лютого 1921, село Гомельське (за іншими даними — село Гупалівка) Катеринославської губернії, тепер Криворізького району Дніпропетровської області — 9 липня 2004, місто Новомосковськ Дніпропетровської області) — український радянський діяч, 1-й секретар Новомосковського райкому КПУ Дніпропетровської області. Герой Соціалістичної праці (1976). Член Ревізійної Комісії КПУ в 1966—1971 р.

## Біографія
Учасник німецько-радянської війни. Служив радистом на кораблях Чорноморського флоту.
Член ВКП(б) з 1944 року.
Потім перебував на партійній роботі у Дніпропетровській області. Працював секретарем Новомосковського районного комітету КПУ Дніпропетровської області.
У 1965 — 1986 р. — 1-й секретар Новомосковського районного комітету КПУ Дніпропетровської області.
Потім — на пенсії у місті Новомосковську Дніпропетровської області. Був головою Ради ветеранів Новомосковського району.

## Нагороди
- Герой Соціалістичної Праці (24.12.1976)
- орден Леніна (24.12.1976)
- орден Знак Пошани (1958)
- орден Вітчизняної війни 2-го ст. (6.04.1985)
- ордени
- медалі